# オレクサンドル・リトビネンコ
オレクサンドル・ヴァレリョヴィチ・リトビネンコ (ウクライナ語: Литвиненко Олександр Валерійович) は、ウクライナの政治家。ウクライナ国家安全保障・国防会議長官 (書記) 、ウクライナ対外情報庁長官を歴任した。

## 経歴
2014年4月5日、ウクライナ国家安全保障・国防会議副書記に任命される。2019年8月13日まで同職を務めた。
2019年8月13日から2021年7月23日まで国立戦略研究所所長を務めた。
2021年7月23日、ウクライナ対外情報庁長官に任命された。 2021年7月27日よりウクライナ国家安全保障・国防会議のメンバー。2024年3月26日、同職を解任された。
2024年3月26日、オレクシー・ダニロフの後任として国家安全保障・国防会議長官（書記）に任命された。
2024年3月29日、国軍最高司令官総司令部調整官に任命された (国家安全保障・国防会議長官と兼任) 。
2025年7月18日、国家安全保障・国防会議書記を解任された。

## 栄典
- ウクライナ独立25周年記念メダル（ウクライナ語版） - 2016年8月19日[12]
- ウクライナ科学技術功労者 - 2011年12月1日[13]
- 5等ヤロスラフ賢王勲章（ウクライナ語版） - 2020年8月21日[14]